# 軸流タービン

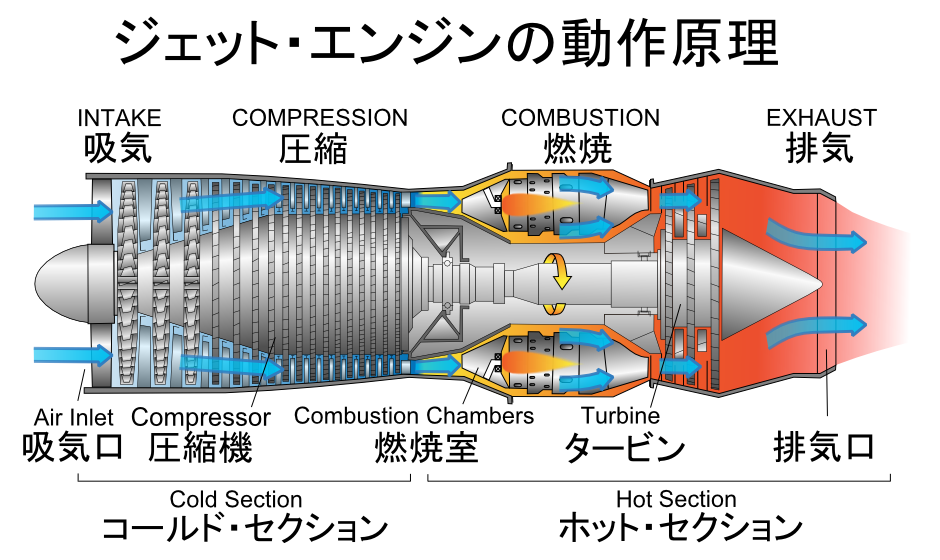
代表的な軸流タービンとして最も基本的な航空用ガスタービンであるターボジェットの仕組・動作の概要。

軸流タービン（英語：Axial turbine）は、タービンの一形式。

## 概要
軸流タービンではガスが軸平行方向に流入してブレードと衝突してガスの持つエネルギーを回転体に伝える。
ガスタービンに適用した場合、カンニュラ燃焼室と相性が良く、単段での膨張比はラジアルタービンと比較して低いので単段での効率は劣るものの、多段化が可能なため、高出力の発電用ガスタービンやターボジェット、ターボファン、ターボシャフトで採用される。

## 長所
- 単段あたりのガスの膨張比はラジアルタービンの方が大きくできるが多段化が可能なので効率を高められる[1]
- 大型化や高圧と低圧の圧縮機を同軸上で駆動する構造に適する
- タービンブレードを個別に製造しているので侵食した部品の部分的な交換が可能

## 短所
- 部品点数が多く、バランスの調整など、手間がかかる
- ガスタービンの場合、熱膨張で亀裂が入る可能性があるため、一体鋳造が困難なので製造費用がかかる

## 用途
- 水力発電
- 火力発電
- 地熱発電
- コジェネレーション
- 空気調和機
- 無人航空機のエンジン
- ミサイルのエンジン

## 文献
- 谷田好通、長島利夫『ガスタービンエンジン』朝倉書店、2000年10月20日。ISBN 978-4-254-23097-0。
- ターボ機械協会 編『ターボ機械入門編新改訂版』日本工業出版、2005年。ISBN 9784819017114。
- ターボ機械協会 編『蒸気タービン』日本工業出版、2013年10月1日。ISBN 9784819025126。
- 『ジェットエンジンに取り憑かれた男』講談社、1989年7月。ISBN 978-4-06-204461-5。
- 石澤和彦、「航空用ガスタービンエンジンの変遷と将来展望」 『ターボ機械』 1997年 25巻 1号 p.48-56, doi:10.11458/tsj1973.25.48
- 斎藤正泰, 宮下和也、「ターボチャージャの高速化」 『ターボ機械』 1988年 16巻 3号 p.177-182, doi:10.11458/tsj1973.16.177